# Ernst Fuhrmann (Ingenieur)
Ernst Fuhrmann (* 21. Oktober 1918 in Wien, Österreich; † 6. Februar 1995 in Teufenbach) war unter anderem bis 1956 Leiter des Motorenversuchs und von 1972 bis 1980 Vorstandsvorsitzender bei Porsche. Er war im Besitz der deutschen Staatsbürgerschaft.

## Leben
Nach dem Besuch der Grundschule in Wien besuchte Fuhrmann das Gymnasium. Von 1936 bis 1941 studierte er an der Technischen Hochschule. Nach dem Dienst in der Wehrmacht und verschiedenen Tätigkeiten in Österreich kam er 1947 zu Porsche. 1950 (im gleichen Jahr, als er seine Frau Elfriede heiratete) promovierte Ernst Fuhrmann über Ventiltriebe bei schnelllaufenden Verbrennungsmotoren.
Neben anderen Projekten hatte Fuhrmann 1952/53 wesentlichen Anteil an der Entwicklung des Porsche-Motors Typ 547, der heute als „Fuhrmann-Motor“ bekannt ist. Dieses Aggregat ist ein Vierzylinder-Boxermotor mit zwei obenliegenden Nockenwellen je Zylinderbank, die durch Königswellen angetrieben werden.
1956 verließ Fuhrmann die Firma Porsche und übernahm die technische Entwicklung bei Goetze, einem Spezialisten für Kolbenringe. 1971 kehrte er zu Porsche zurück, zunächst als Technischer Geschäftsführer und von 1972 bis 31. Dezember 1980 als Vorsitzender des Vorstandes des inzwischen zur AG umgewandelten Unternehmens. Sein Nachfolger bei Porsche war von 1981 bis Ende 1987 der Deutschamerikaner Peter W. Schutz. 1977 wurde Fuhrmann Honorarprofessor an der Technischen Universität Wien.